# Večni povratak
Večni povratak (takođe poznat i kao večno vraćanje/ponavljanje/recidiv ili eternalna rekurencija) jeste teorija da se univerzum i sve postojanje te energija oduvek ponavlja, te da će nastaviti da se ponavlja večno, u samosličnoj formi beskonačan broj puta unutar neograničenog vremenskog i prostornog okvira.
Teorija se može naći u indijskoj filozofiji i u drevnom Egiptu, a naknadno su je preuzeli pitagorejci i stoici. Padom antike i širenjem hrišćanstva, teorija se sve manje upotrebljavala u Zapadnom svetu, uz izuzetak Fridriha Ničea koji je ovu misao povezivao sa mnogim svojim konceptima — uključujući amor fati.
Simbol cikličnosti urobor (zmija koja jede sopstveni rep) koristio se u srednjem veku (alhemija). U novije vreme, ideju večnog povratka razvijao je filozof i fizičar Tomas Braun u knjizi Religio Medici (1643), zatim Artur Šopenhauer (19. vek; izvor filozofije su bile Upanišade), te Niče u radovima Vesela nauka i Tako je govorio Zaratustra.
Koncept se povezuje s filozofijom preddeterminizma u kojoj je ljudima predodređeno da nastave prolaziti kroz iste događaje iznova i iznova zauvek.

## Pregled
Osnovna premisa proizilazi iz pretpostavke da je verovatnoća početka postojanja sveta kao našeg različita od nule. Ako su prostor i vreme neograničeni, iz toga logično sledi da se naše postojanje mora ponavljati neograničen broj puta.
Godine 1871, Lui Ogist Blanki, uzimajući u obzir njutnovsku kosmologiju u kojoj su vreme i prostor beskonačni, tvrdio je da je demonstrirao večnu rekurenciju kao matematičku nužnost.

## Klasična antika
U drevnom Egiptu, skarabej (balegar) našao se kao znak večne obnove i ponovnog dolaska do postojanja života, što je podsetnik na dolazeći život. (Vidi takođe atum i maat.)
Majanci i Asteci takođe su koristili ciklični pogled na vreme.
U drevnoj Grčkoj, koncept večnog povratka bio je povezan sa Empedokleom, Zenonom Kitijumskim i najznačajnije stoicizmom (ekpirosiza, palingeneza i sl.).
Ideja je takođe predlagana u Vergilijevoj Eneidi. U knjizi 6 ovog epa (redovi 724—751), heroj Eneja spušta se u podzemlje i saznaje od Anhizeja — svog preminulog oca čija duša živi u Elizijumu — da sistem metampsihoze osigurava produženje ljudske rase: nakon smrti, svaka ljudska duša prolazi kroz period ekspurgacije, očišćenja iste od nečistoće koja se stekla tokom života u telu na Zemlji. Većina duša, kako god, biva osuđena na povratak u opet u telu zatvorenoj duši na Zemlji (a ne ide u Elizijum, kao što je Anhizeja). I opet, pre nego što se vrate u taj život, „bog” ih saziva kod rijeke Lete, gde piju vodu i počinju da zaboravljaju šta su iskusili — sva patnja i kažnjavanje za njihove „grehe”, te teškoće i napori koje su prošli tokom prethodnog postojanja u telu naizgled iščezavaju. Drugim rečima, čim počnu da postoje u novim telima, bivaju ignorantni, ne sećajući se onoga šta su radili tokom prethodnog postojanja uključujući sve kazne u predstojećem životu odnosno sve kazne koje slede. Potom se silom stavljaju u poziciju gde su manje ili više osuđeni da ponavljaju sve greške, nesvesni cene koliko će ih ovo koštati. Jedan učenjak, Dejvid Kvint, tvrdio je da je ovaj momenat u Vergilijevom epu ilustrativan slučaj terapeutskih efekata zaborava — načina na koji čin zaboravljanja omogućava nastavak života. To je jedna interpretacija, ali ono što se želi reći ima prilično tragičnu notu jer ljudi su osuđeni da rade iste greške iznova i iznova usled prisiljene ignorancije. Eneida se, generalno, prihvata kao podroban tragičan pregled ljudskog postojanja.

## Indijske religije
Koncept cikličnih uzoraka je značajan u indijskim religijama, kao što je džainizam, hinduizam, sikizam i budizam. Značajna distinkcija je da se događaji ne ponavljaju beskrajno nego da se duše rađaju dok ne postignu spasenje. Točak života predstavlja beskrajan ciklus rađanja, života i smrti pri čemu pojedinac čezne za oslobođenjem. U tantričkom budizmu, točak vremena — koncept poznat kao kalačakra — izražava ideju beskrajnog kruga postojanja i znanja.

## Fridrih Niče
Koncept „večnog vraćanja”, ideja da se beskonačno mnogo puta uz nebeskonačan broj događaja, sve ponavlja iznova i iznova neograničeno, središte je pisanih radova Fridriha Ničea. Kao što Hajdeger ističe u svojim predavanjima o Ničeu, Ničeov prvi pomen večnog vraćanja, u aforizmu 341 Vesele nauke (citirano ispod), predstavlja ovaj koncept kao hipotetsko pitanje a ne predstavlja ga kao činjenicu. Prema Hajdegeru, teret koje postavlja ovo pitanje večnog vraćanja — bilo da je takva stvar možda istina ili ne — čini ga tako značajnim u modernoj misli: „Način na koji Niče ovde oslikava prvu komunikaciju misli ’najvećeg tereta’ [večnog vraćanja] čini jasnim da je ova ’misao misli’ u isto vreme ’misao s najvećim teretom’.”
Ideja večnog vraćanja nalazi se u više njegovih radova, na primer § 285 i § 341 Vesele nauke te u Tako je govorio Zaratustra. Najkompletniji pregled teme nalazi se u radu naslovljenom direktno Beleške o večnom vraćanju, koji je objavljen tek 2007. uz Kirkegorovu sopstvenu verziju večnog vraćanja koje on naziva ’repeticija’. Niče sumira svoja razmišljanja najjezgrovitije kada čitaocu daje sledeće svoje stavove: „Sve se vratilo. Sirijus, i pauk, i tvoje misli ovog momenta, i ova poslednja misao od tebe da će se sve stvari vratiti.” Međutim, on takođe izražava svoju misao u dužem tekstu gde kaže sledeće:
„Ko kod da možeš biti, voljeni stranac, kojeg sam ovde upoznao prvi put, iskoristi ovaj srećni sat i ovu tišinu oko nas, i iznad nas, za sebe i dozvoli mi da ti kažem nešto o ideji koja me pogodila pre nego što bi zrake zvezde pogodile tebe ili bilo koga, što i odgovara prirodi svetlosti. — Prijatelju! Tvoj ceo život, kao peščani sat, uvek će se okretati i proticati ponovo — dugi minut vremena će proteći dok se sva ova stanja iz kojih si evoluirao povrate u točku kosmičkog procesa. I tada ćeš pro[na]ći svaki bol i svako zadovoljstvo, svakog prijatelja i svakog neprijatelja, svaku nadu i svaku grešku, svaku vlas trave i svaku zraku sunčeve svetlosti još jednom, i celu tkaninu stvari koje čine tvoj život. Ovaj prsten u kojem si ništa do zrnce će da blista iznova zauvek. A u svakom od ovih ciklusa ljudskog života biće jedan sat kada će, prvi put pojedini čovek, a potom većina, da shvati moguću misao večnog vraćanja svih stvari: a za ljudsku vrstu ovo je uvek sat Podneva.”
Ova misao se našla zabeležena u posthumnom fragmentu isto tako. Poreklo misli datira sam Niče, preko posthumnog fragmenta; u pitanju je avgust 1881, Zils-Marija. U knjizi Ecce Homo (1888), on je napisao da je ideja večnog povratka kao „fundamentalna koncepcija” Tako je govorio Zaratustra.
Nekolicina autora je istakla druga javljanja ove hipoteze u savremenoj misli. Rudolf Štajner, koji je revidirao prve kataloge Ničeove lične biblioteke januara 1896, istakao je da je Niče možda pročitao nešto slično u Diringovim Kursevima o filozofiji (1875), koje je Niče spremno kritikovao. Lu Andreas-Salome istakla je da se Niče odnosio na drevne ciklične koncepcije vremena, preciznije pitagorejske (Nevremenske meditacije). Anri Lihtenberger i Šarl Andler izdvojili su tri rada savremena za Ničea koja daju istu hipotezu: J.G. Vogt, Die Kraft. Eine real-monistische Weltanschauung (1878), Auguste Blanqui, L'éternité par les astres (1872) i Gustave Le Bon, L'homme et les sociétés (1881). Valter Bendžamin jukstapozicionira Blankijeve i Ničeove diskusije večnog vraćanja u svom nedovršenom, monumentalnom radu Pasagenverk. Međutim, Gistav Le Bon nije citirao nigde Ničeove rukopise; a Ogist Blanki je imenovan samo 1883. Vogtov rad, s druge strane, pročitao je Niče tokom leta 1881. u Zils-Mariji. Blankija pominje Albert Lange u svom delu Istorija materijalizma, knjizi koju je pažljivo čitao Niče.
Večno vraćanje se takođe pominje u prolasku Đavola u Delu četvrtom, knjiga XI, poglavlje 9, Braća Karamazovi Dostojevskog, što je drugi mogući izvor odakle je Niče izvlačio svoje ideje.
Valter Kaufman sugeriše da je Niče možda došao na ovu ideju nakon radova Hajnriha Hajnea, koji je jednom napisao:
„[V]reme je beskonačno, ali stvari u vremenu, konkretna tela, jesu ograničena. Ista mogu zaista da budu raspršena u najmanje čestice; ali ove čestice, atomi, imaju svoje ograničene brojeve, a brojevi konfiguracija koje se, sve od njih samih, formiraju od njih takođe su određene. Sada, koliko god vreme prolazilo, prema večnim zakonima koji upravljaju kombinacijama ove večne igre repeticije, sve konfiguracije koje su prethodno postojale na ovoj Zemlji moraju ipak da se sastanu, privuku, odbiju, poljube i ugroze jedna drugu ponovo…”
Niče naziva ideju „zastrašujućom i paralizirajućom”, odnoseći se prema istoj kao teretu „najveće težine” koja se može zamisliti. On zastupa stav da je želja za večnim povratkom svih događaja ultimativna afirmacija života:
„Šta, ako jednog dana ili noći demon odluči da vam se prikrade u vašoj najusamljenijoj samoći i kaže: ’Ovaj život kako ga sada živiš i živeo si, moraćeš živeti još jednom i nebrojeno mnogo puta još; i neće da bude ništa novo u njemu, a svaki bol i svaka radost i svaka misao i pogled i sve nesagledivo malo ili veliko u tvom životu vratiće ti se, sve istim redosledom i sekvencom…’ Ne biste li se bacili dole i škrgutali zubima i proklinjali demona koji je ovo izgovorio? Ili biste još jednom doživeli ovaj neverovatan momenat kada biste mu odgovorili: ’Ti si bog i nisam nikada čuo ništa uzvišenije.’”
Da bi se sveobuhvatilo večno vraćanje u svojoj misli, a ne da se ostvari puko mirenje sa istim, već da se isto prigrli, potrebna je amor fati („ljubav sudbine”):
„Moja formula za ljudsku veličanstvenost je amor fati: da pojedinac ne želi da ima ništa drugačije, ni u budućnosti, ni u prošlosti, ni u svoj večnosti. Ne samo puko prihvatanje {tereta} neophodnosti, i dalje manje nego ga prikrivati — sav idealizam je lažljivost ispred neophodnosti — već da ga se voli.”
U Jungovom seminaru o Tako je govorio Zaratustra, Jung tvrdi da patuljak izlaže ideje o večnom povratku pre nego što Zaratustra dovrši svoj argument večnog povratka; tada patuljak kaže: „’Sve stoji pravo’, promrljao je patuljak prezrivo. ’Sva istina je kriva, samo vreme je krug.’” Međutim, Zaratustra odbacuje ove tvrdnje patuljka u narednom paragrafu, upozoravajući ga o tzv. pre-simplifikacijama.

## Alber Kami
Filozof i pisac Alber Kami istražuje pominjanje „večnog povratka” u svom eseju o „Sizifovom mitu”, gde repetitivna priroda postojanja predstavlja apsurdnost života, nešto s čim se heroj pokušava nositi preko manifestovanja onime što je Paul Tilih nazvao „Hrabrost za biti”. Iako je zadatak kolutanja kamena iznova i iznova do vrha brda beskonačno u suštini besmislen, izazov s kojim se suočava Sizif je uzdržavanje od očaja. Stoga Kami daje čuveni zaključak da „neko mora da zamisli Sizifa srećnog”.

## Protivargument
Ničeov učenjak Valter Kaufman opisao je argument koji je originalno postavio Georg Simel kojim se opovrgava tvrdnja da se ograničen broj stanja mora ponavljati neograničen broj puta u vremenskom kontinuumu:
„Čak i da ima prekomerno nekoliko stvari u ograničenom prostoru ograničenog vremena, ne bi morale da se ponavljaju u istim konfiguracijama. Pretpostavite da postoje tri točka iste veličine, koja se rotiraju na istoj osi, jedna tačka označena na kružnici svakog točka, a ove tri tačke poravnate u jednoj ravnoj liniji. Ako se drugi točak zarotira dvaput brže od prvog, a ako je brzina trećeg točka 1/π brzine prvog, prvobitno poravnanje se nikada ne bi ponovilo.”
Tako bi sistem imao neograničen broj različitih fizičkih konfiguracija koje se nikada ne ponavljaju. Međutim, ovaj primer pretpostavlja mogućnost savršenog kontinuiteta; na primer, ako se dokaže da svemir ima prirodu kvantne pene, tada egzaktan kvantitet iracionalnog broja ne bi mogao da se izrazi nijednim fizičkim predmetom.

## Spoljašnje veze
- Osvrt na umjetničku filozofiju Fridriha Ničea